# Hooibroei

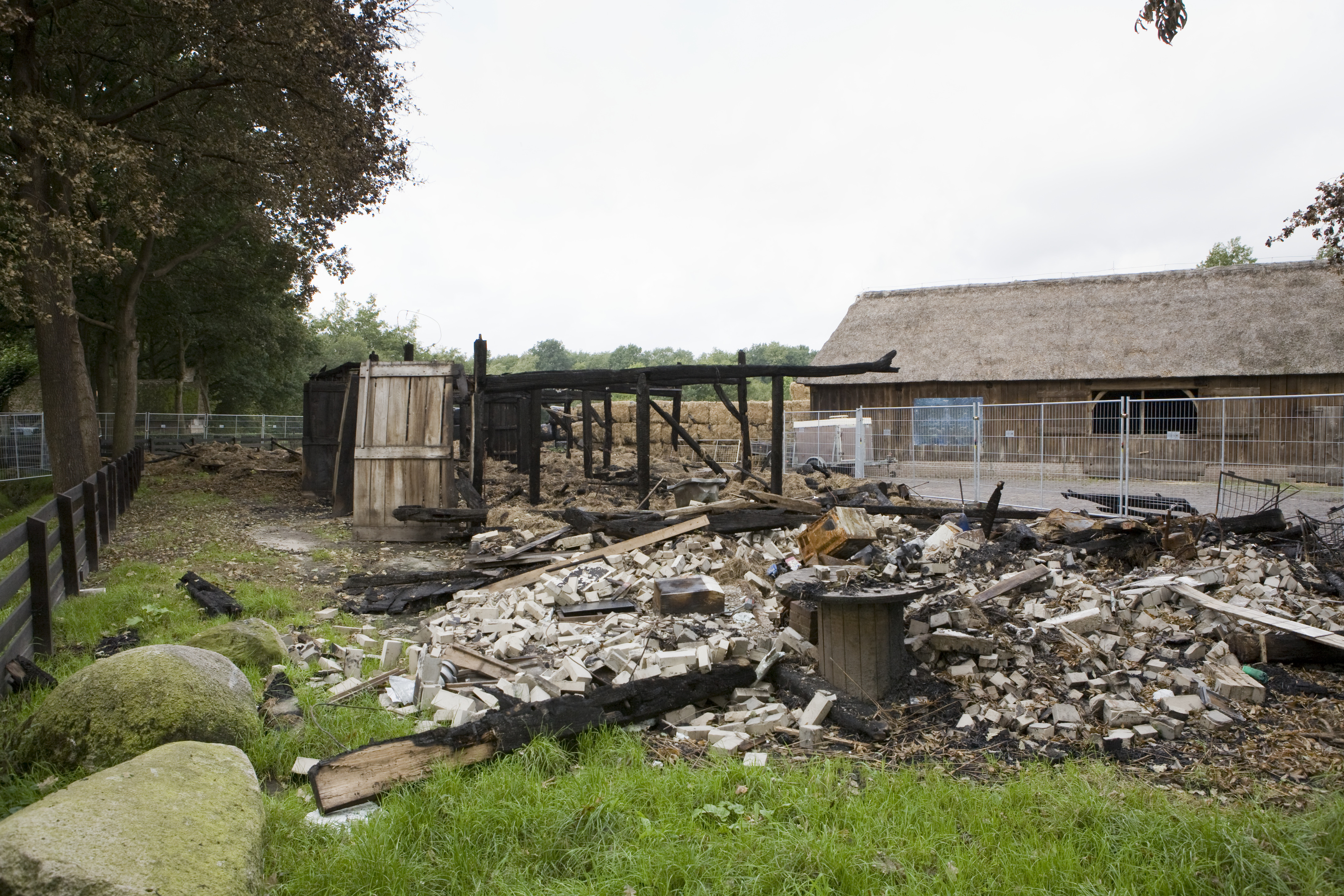
Een door broei verbrande hooischuur

Hooibroei is de benaming voor een biochemisch, exotherm proces, waarbij een hoeveelheid hooi of ander organisch materiaal (uiteindelijk) tot zelfontbranding komt. Hierbij kunnen complete boerderijen afbranden. Doordat hooi vaak opgeslagen wordt in de nabijheid van vee wordt dan ook snel dit vee bedreigd bij een brand. Hooibroei is dan ook een veel voorkomende oorzaak van stalbranden.

## Proces
Hooi kan bij hooibroei, veroorzaakt door spontaan verlopende fermentatieprocessen, in brand raken. Fermentatie is de stofwisseling van eencellige micro-organismen, die "eten" van het hooi. Bij voldoende aanwezig water (vochtig hooi), waaruit alle levende cellen voor meer dan de helft bestaan, worden via binaire deling van de eencelligen grote, microbiële levensgemeenschappen gevormd. Hun gezamenlijke stofwisseling doet de temperatuur van het hooi stijgen tot soms boven de 100°C: het hooi broeit dan. De warmte die wordt gegenereerd kan in het natte hooi nergens naartoe en verhit dus het hooi zelf. Door deze verhitting neemt de activiteit van micro-organismen nog sneller toe, zodat het proces zichzelf in stand houdt en versterkt. Dit uit zich in een typerende, karamel-achtige geur. Als het hooi een temperatuur van 55°C bereikt, volgt er een chemische reactie waarbij brandbare gassen vrijkomen. De biologische activiteit neemt door de toegenomen temperatuur sterk af. Uiteindelijk bereikt de reactiehitte de buitenkant van de hooiopslag. Dit hooi is meestal droger en staat bovendien in contact met de lucht. Wanneer de temperatuur van de buitenste hooilagen voldoende is opgelopen zal de hooiberg spontaan vlam vatten. Hooibroei komt vooral binnen zes weken na het oogsten voor.
Boeren gebruiken al sinds de 17e eeuw hooiroeden, ijzeren staven die in de hooiberg geschoven worden. Na een uur wordt de roede uit de hooiberg gehaald en aan de temperatuur kan men voelen of er een broeiproces gaande is. Tegenwoordig kan met (elektronische) thermometers hetzelfde gedaan worden maar dan sneller en nauwkeuriger.

### Verloop
- 65°C, het hooi begint gevaarlijk te worden, het moet dagelijks gecontroleerd worden
- 70°C, controle van de temperatuur is elke twee tot vier uur nodig
- 80°C, ontbranding wordt een serieuze mogelijkheid, maatregelen zijn onmiddellijk noodzakelijk
- 85°C, in de hooiberg zullen zich hete plekken bevinden, het hooi zal daar ontbranden zodra het met lucht in aanraking komt
- 100°C, de situatie is kritiek en de temperatuur zal snel verder stijgen, zelfontbranding zal vrijwel zeker plaatsvinden.

## Preventie

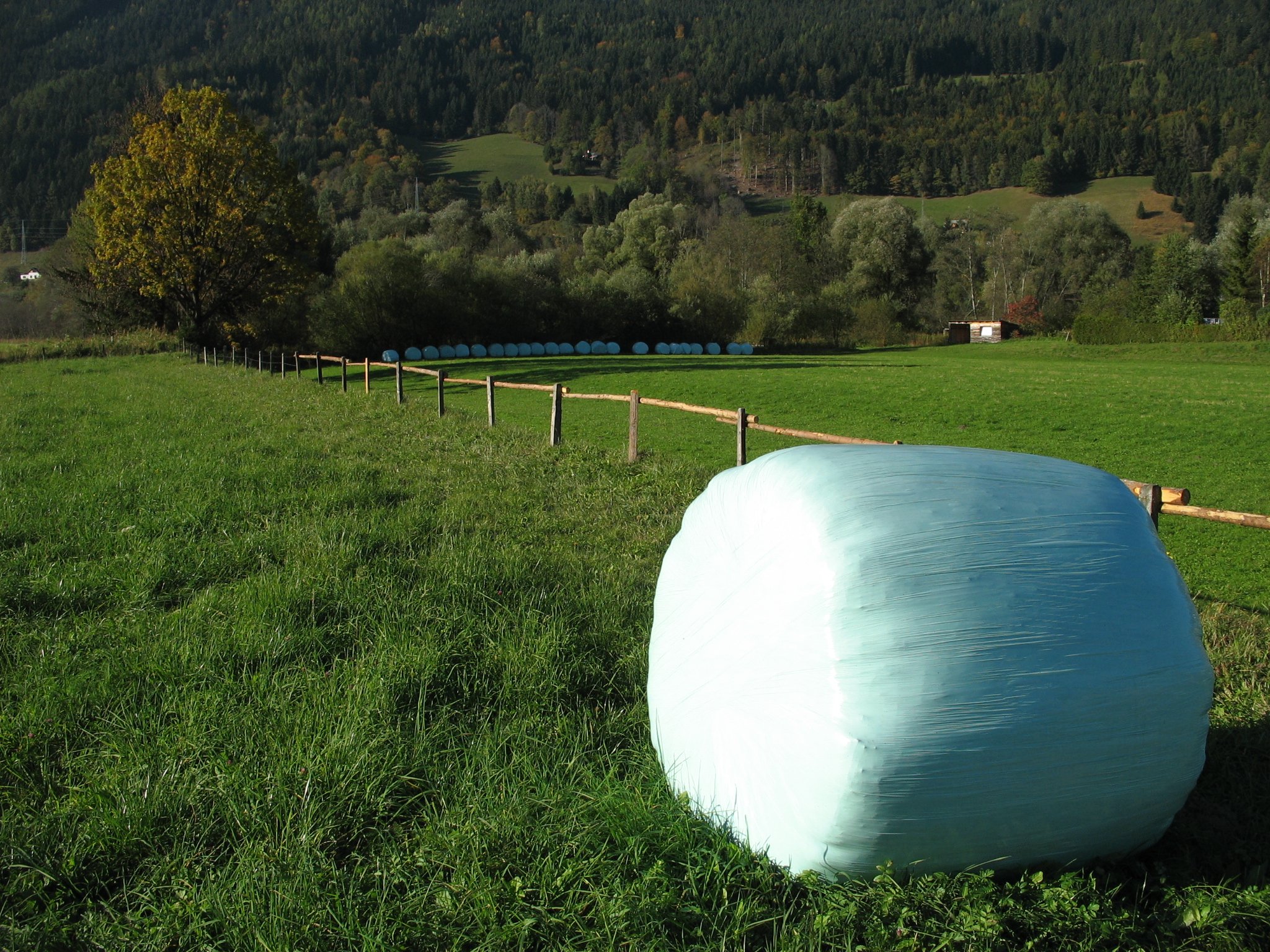
In plastic verpakte grote hooibaal

De belangrijkste maatregel om broei te voorkomen is droog opslaan. Het vochtgehalte mag niet meer dan 22% zijn, voor grote balen zelfs niet meer dan 18%. Daarnaast is het van belang dat de temperatuur regelmatig gemeten wordt. De kwaliteit gras is ook van belang, nieuw ingezaaid grasland, sterk bemest gras of bepaalde grassoorten zijn niet geschikt voor het maken van hooi. In een hooiberg kan een ventilatiekanaal vrijgehouden worden tijdens het stapelen van het hooi. Door lucht in het kanaal te blazen met een ventilator wordt warmte en vocht uit de hooiberg afgevoerd. Dit voorkomt hooibroei terwijl het hooi iets vochtiger opgeslagen kan worden. In de moderne hooibouw worden vaak grote hooibalen geperst van meer dan 500 kilo per baal. Door de grootte zal hooibroei in het binnenste sneller optreden doordat de warmte de baal niet kan verlaten. Deze balen worden daarom vaak in plastic verpakt zodat er geen zuurstof bij het warme hooi komt waardoor het niet kan ontbranden.